# Ipermestra
Ipermestra o Ipermnestra (in greco antico: Ὑπερμνήστρα?, Hypermnḗstra), anche Ipernestra, è un personaggio della mitologia greca, moglie di Linceo gli diede il figlio Abante che divenne l'eponimo del popolo degli Abanti.
Figlia di Danao e della moglie Pieria, era una delle cinquanta Danaidi.

## Etimologia
L'etimologia del nome ci rimanda a hyper (in latino super) = "moltissimo"/"al di sopra" e mnestron = "matrimonio", per cui Ipermestra dovrebbe significare "al di sopra del matrimonio". La radice mne= "memoria/ricordo" rende ancora più suggestivo questo nome, alludendo all'importanza che la memoria e/o il ricordo hanno nel mantenimento del rapporto sponsale.

## Mitologia
Rifiutando di sposare i propri cugini, figli di Egitto, Ipermestra, le sue sorelle e suo padre fuggirono ad Argo, dove però furono raggiunte da essi e costrette al matrimonio.
In realtà, Ipermestra accettò volentieri di sposare suo cugino Linceo e quando Danao ordinò alle sue figlie di assassinare i propri mariti, lei fu l'unica a non obbedire.
In seguito Linceo vendicò i fratelli morti uccidendo tutte le Danaidi, tranne Ipermestra.
La strage delle Danaidi è ricordata nell'Eneide (X, 495-500), incisa sul cinturone strappato a Pallante da Turno, lontano discendente da Ipermestra, attraverso Danae e Pilunno.

### Somiglianze con Amimone
A volte viene identificata con Amimone, che ha nella parte del proprio mito quella coincidente al nome dello sposo un egittide (Linceo) ed il fatto di non averlo ucciso.

## Nella cultura di massa
- Ovidio le dedica una delle Heroides, la XIV.
- Boccaccio la ricorda nel De mulieribus claris.
- È una dei personaggi principali della tragedia di Antonio Salieri Les Danaïdes.
- È il personaggio principale dell'opera di Johann Adolf Hasse su libretto di Pietro Metastasio "Ipermestra" (1744).